# Antique (provincie)
Antique is een provincie van de Filipijnen gelegen op het eiland Panay in de centrale eilandengroep Visayas. De hoofdstad van de provincie is de gemeente San Jose. Bij de census van 2015 telde de provincie ruim 582 duizend inwoners.

## Geografie

### Topografie en landschap
De provincie Antique ligt enigszins geïsoleerd op het westelijke deel van het eiland Panay door de bergketen op de grens van de provincie met de buurprovincies Aklan, Capiz en Iloilo. De Semirara-eilanden tussen Panay en Mindoro maken ook deel uit van de provincie.
Antique heeft een bergachtig landschap. 83 procent van het landoppervlakte is bergachtig. De overige 17 procent omvat de kuststrook en enkele vlakten meer het binnenland in.
De bergketen op de grens van Antique, die zich uitstrekt van Valderrama in het zuiden tot Culasi in het noorden heeft pieken tot boven de 1900 meter.
De grootste rivier van de provincie is de Sibalom.

### Bestuurlijke indeling
Antique bestaat uit 18 gemeenten.

#### Gemeenten
| - Anini-y - Barbaza - Belison - Bugasong - Caluya - Culasi - Hamtic - Laua-an - Libertad | - Pandan - Patnongon - San Jose - San Remigio - Sebaste - Sibalom - Tibiao - Tobias Fornier - Valderrama |

Deze gemeenten zijn weer verder onderverdeeld in 590 barangays.

### Klimaat

#### Temperatuur
Net als in de rest van de Filipijnen is de temperatuur in deze provincie tropisch. De koelste maanden in Antique zijn de maanden december en januari, terwijl de maanden april en mei de warmste maanden zijn. De gemiddelde temperatuur in de provincie is 27 graden Celsius.

#### Regenval
Qua regenval is het zuidelijke deel van Antique in te delen in type I (zie ook Klimaat van de Filipijnen). Dat houdt in dat er twee duidelijk te onderscheiden seizoenen zijn. De droge periode is van november tot en met april en de natte periode is de rest van het jaar. Het noordelijke deel van de provincie is in type III in te delen. Hier zijn geen duidelijk te onderscheiden seizoenen. Het is er relatief droog van november tot april en nat de rest van het jaar. De meeste regen valt van juni tot september. Januari tot en met april zijn de droogste maanden.

#### Wind
In de periode november tot mei komt de wind meestal uit het noorden of noordoosten, terwijl de rest van het jaar de wind normaal gesproken uit het zuidwesten komt. Antique heeft in tegenstelling tot veel delen van de Filipijnen minder last van tyfoons. Gemiddeld wordt de provincie eenmaal per jaar getroffen door een tyfoon.

## Demografie
Antique had bij de census van 2015 een inwoneraantal van 582.012 mensen. Dit waren 35.981 mensen (6,6%) meer dan bij de vorige census van 2010. Ten opzichte van de census van 2000 was het aantal inwoners gegroeid met 109.190 mensen (23,1%). De gemiddelde jaarlijkse groei in die periode kwam daarmee uit op 1,22%, hetgeen lager was dan het landelijk jaarlijks gemiddelde over deze periode (1,72%).

De bevolkingsdichtheid van Antique was ten tijde van de laatste census, met 582.012 inwoners op 2729,17 km², 213,3 mensen per km².

## Economie
Antique is een relatief arme provincie. Uit cijfers van het National Statistical Coordination Board (NSCB) uit het jaar 2003 blijkt dat 48,9% (11.377 mensen) onder de armoedegrens leefde. In het jaar 2000 was dit nog 45,9%. Daarmee staat Antique 20e op de lijst van provincies met de meeste mensen onder de armoedegrens. Van alle 79 provincies staat Antique 21e op de lijst van provincies met de ergste armoede..

## Geboren in Antique
- Calixto Zaldivar (13 september 1904), politicus en rechter hooggerechtshof (overleden 1979);
- Evelio Javier (14 oktober 1942), politicus (overleden 1986).